# Johann Wilhelm Spengel

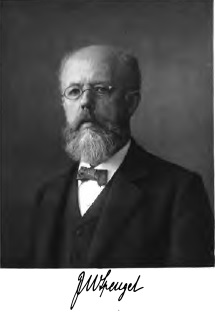
Johann Wilhelm Spengel um 1912

Johann Wilhelm Spengel (* 19. Februar 1852 in Altona; † 13. April 1921 in Gießen) war ein deutscher Zoologe auf dem Gebiet der Helminthologie.

## Leben
Spengel wurde als ältestes von zehn Kindern des Hamburger Arztes Heinrich Wilhelm Spengel (1817-1887) und der Ida Lange (1831-1912) geboren. Der Komponist, Dirigent und Pianist Julius Heinrich Spengel (1853-1936) ist sein jüngerer Bruder. 
Nach dem Abitur studierte er an der Friedrich-Wilhelms-Universität Berlin und der Georg-August-Universität Göttingen. Nach seiner Promotion zum Dr. phil. (1975) und der Habilitation (1879) in Göttingen wurde Spengel zunächst Privatdozent, wirkte in der Nachfolge von Hubert Ludwig von 1881 bis 1886 als Direktor der Städtischen Sammlungen für Naturgeschichte und Ethnographie in Bremen und wurde 1887 zum ordentlichen Professor für Zoologie an die Großherzoglich Hessische Ludwigsuniversität Gießen, berufen. 1886 begann er als Herausgeber der Fachzeitschrift Zoologische Jahrbücher, war später zugleich Direktor des Zoologischen Instituts in Gießen und befasste sich bei seinen Forschungen beispielsweise mit den Eichelwürmern sowie der Morphologie von Flossen.
Am 17. November 1887 wurde er mit der Matrikel-Nr. 2695 als Mitglied der Fachsektion Zoologie und Anatomie in die Kaiserliche Leopoldino-Carolinische Deutsche Akademie der Naturforscher Leopoldina aufgenommen. Während seiner langjährigen Lehrtätigkeit war er unter anderem Doktorvater von August Köhler bei dessen Dissertation zum Thema Taxonomie von Napfschnecken (1893) sowie von Jan Versluys bei dessen Doktorarbeit zur Thematik Die mittlere und äußere Ohrsphäre der Lacertilia und Rhynchocephalia (1898).
Zwischen 1897 und 1898 war Spengel außerdem Rektor der Ludwigsuniversität.
Darüber hinaus war er zwischen 1890 und 1901 erst Schriftführer, dann Erster Vizepräsident und schließlich 1904 und 1905 Präsident der Deutschen Zoologischen Gesellschaft (DZG) sowie erneut von 1906 bis 1907 deren Erster Vizepräsident. 1900 wurde er als korrespondierendes Mitglied in die Preußische Akademie der Wissenschaften aufgenommen. 1914 wurde er zunächst Mitglied der Königlichen Gesellschaft der Wissenschaften in Uppsala und dann 1915 der Königlich Schwedischen Akademie der Wissenschaften in Stockholm. 1918 wurde er zum korrespondierenden Mitglied der Göttinger Akademie der Wissenschaften gewählt.

## Veröffentlichungen
Zu seinen wichtigsten Veröffentlichungen gehören Die Darwinsche Theorie: Verzeichnis (1872), Die Enteropneusten des Golfes von Neapel und der angrenzenden Meeresabschnitte (1893), Zweckmässigkeit und Anpassung (1898), Über Schwimmblasen, Lungen und Kiementaschen der Wirbeltiere (1904) und Neue Beiträge zur Kenntniss der Enteropneusten. Eine neue Enteropneustenart aus dem Golf von Neapel (1904). Außerdem gab er eine deutsche Ausgabe von Thomas Henry Huxleys 1871 veröffentlichtem Buch A Manual of the Anatomy of Vertebrated Animals mit dem Titel Grundzüge der Anatomie der wirbellosen Tiere heraus.
Gemeinsam mit Friedrich Poske war Spengel an der Übersetzung von Edward Burnett Tylor: Primitive Culture. Researches into the Development of Mythology, Philosophy, Religion, Art, and Custom (London 1871) ins Deutsche beteiligt (Tylor, Edward Burnett: Die Anfänge der Cultur. Untersuchungen über die Entwicklung der Mythologie, Philosophie, Religion, Kunst und Sitte, unter Mitwirkung des Verfassers ins Deutsche übertragen von Johann Wilhelm Spengel und Friedrich Poske, 2 Bde., Leipzig 1873). 
1907 veröffentlichte er das Fachbuch Studien über die Enteropneusten der Siboga-Expedition nebst Beobachtungen an verwandten Arten, in dem er sich mit den Funden von Eichelwürmern während der von Max Wilhelm Carl Weber von 1899 bis 1900 geleiteten Expedition beschäftigte.